# Felix Blohberger
Felix Blohberger (Vienna, 20 agosto 2002) è uno scacchista austriaco.
Ha ottenuto il titolo di Maestro Internazionale nel 2018 e di Grande Maestro in novembre del 2021.

## Principali risultati
- 2017 – in aprile vince a St. Veit il campionato austriaco U16;[2]
- 2018 – in agosto vince a Oradea il campionato europeo rapid U16;[3]
- 2021 – in giugno vince con 9,5 /11 a Graz il campionato austriaco blitz;[4]
- 2021 – in luglio è =1º-2º con Stepan Zilka nel "GM Tournament" di Vienna;[5]

Ha ottenuto il suo massimo rating FIDE in aprile 2022, con 2510 punti Elo.